# Burg Neuenberg
Die Burg Neuenberg, auch Neuenburg genannt, ist die mittelalterliche Ruine einer Höhenburg auf 250 m ü. NN in der Nähe der Ortschaft Scheel in der Gemeinde Lindlar im Oberbergischen Land in Nordrhein-Westfalen.

## Geschichte
Die baugeschichtlichen Befunde der Burg weisen auf eine Entstehung im 12. Jahrhundert hin. Die erste urkundliche Erwähnung erfolgte 1433.
Burg Neuenberg gehörte zu den Domänengütern des Landesherrn und war somit im Eigentum der Grafen von Berg.
1273 verpfändeten die Grafen von Berg die Vogtei Gummersbach, zu der auch Schloss Gimborn gehörte, an die Grafen von der Mark. Der Fluss Leppe wurde so zur Landesgrenze zwischen Berg und Mark und Burg Neuenberg zur Grenzfeste. Burg Neuenberg war landesherrlicher Besitz der Grafen von Berg.

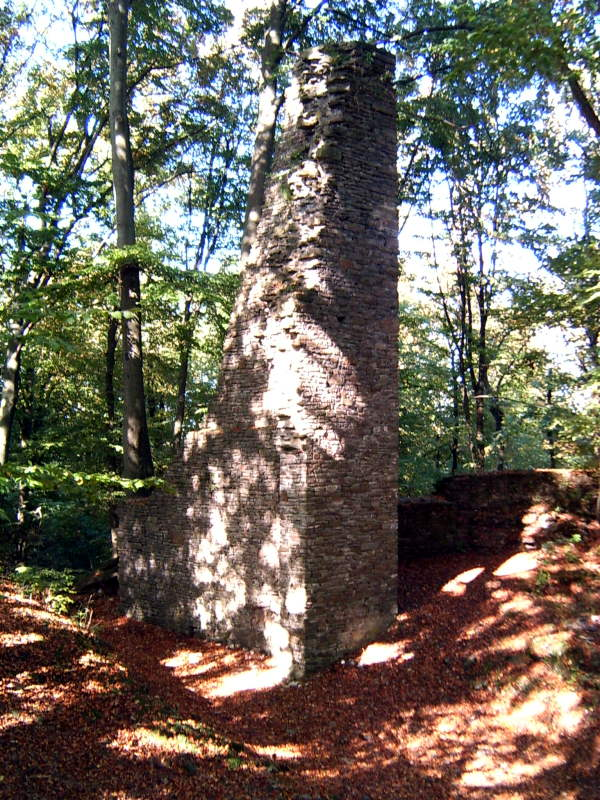
Burg Neuenberg

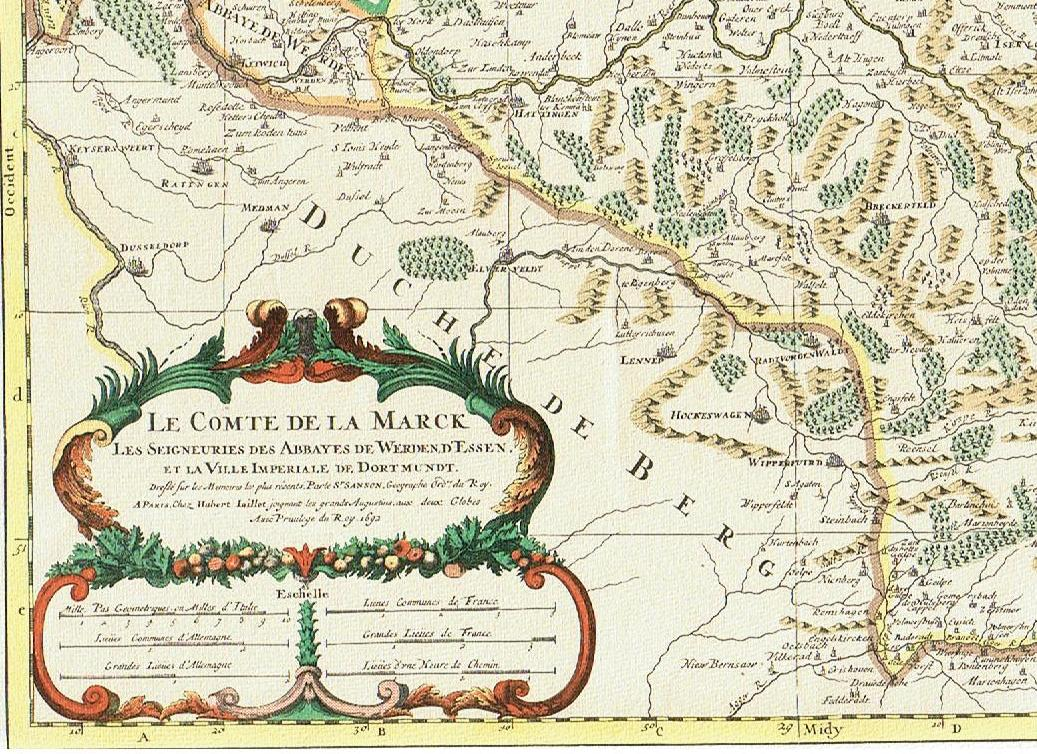
Grafschaft Mark, Ausschnitt (Sanson 1692). Die Karte zeigt die Lage der Burg Neuenberg im Grenzgebiet zwischen Berg und Mark

Im Dreißigjährigen Krieg wurde sie als Sitz des  Amtes Steinbach um 1640 von den Schweden eingenommen und zerstört. Aufgrund der schweren Schäden wurde sie dann um 1662 geschleift.
Heute stehen noch Teile der Außenmauern, des Einganges und des Wehrgrabens.
Ein kurzer Fußweg führt zum Zwergenloch, einer zwölf Meter langen und sieben Meter breiten Kalk- und Tropfsteinhöhle.